# Стефан II Црноєвич
Стефан II (*Стефан Црнојевић, д/н —1499) — князь Зети у 1496—1499 роках.

## Життєпис
Походив з династії Црноєвичів. Син Івана I, князя Зети, та албанської князівни Гойслави Аріаніт. Про молоді роки замало відомостей. Підтримував свого брата Джураджа, який у 1490 році після смерті батька став новим князем.
У 1496 році османи повалили Джураджа IV, коли той намагався утворити антиосманську коаліцію. Стефан Црноєвич став новим князем Зети. Він визнав зверхність султана Баязида II. Не протидіяв османам, які стали збирати податки з населення Зети, а у 1497 році захопили важливе місто Грбаль.
У 1499 році Феріз-бек, санджак-бей Скадара, захопив Зету, Стефан II не чинив спротиву. Останнього запроторено до в'язниці Скадару (сучасне м. Шкодер). Тут він помер того ж року. Втім за іншою версією став ченцем під ім'ям Марко.